# Bonte bosuil
De bonte bosuil (Strix virgata) is een uil uit de familie van de 'echte' uilen (Strigidae).

## Verspreiding en leefgebied
Deze soort komt voor van Mexico tot Brazilië en Argentinië en telt zeven ondersoorten:
- S. v. squamulata: westelijk Mexico.
- S. v. tamaulipensis: noordoostelijk Mexico.
- S. v. centralis: van zuidelijk Mexico tot westelijk Panama.
- S. v. virgata: van oostelijk Panama tot Colombia, Ecuador, Venezuela en Trinidad.
- S. v. macconnelli: de Guyana's.
- S. v. superciliaris: het noordelijke deel van Centraal-en noordoostelijk Brazilië.
- S. v. borelliana: zuidelijk Brazilië, Paraguay en noordoostelijk Argentinië.

## Status
De grootte van de populatie is in 2022 geschat op 0,5-5 miljoen volwassen vogels. Op de Rode lijst van de IUCN heeft deze soort de status niet bedreigd.